# 北圻臭蛙
北圻臭蛙（学名：Odorrana bacboensis）一种分布于越南和中国云南、广西等地区的两栖动物，隶属于蛙科臭蛙属。

## 形态特征
北圻臭蛙头体扁平，雄蛙体长54.9毫米左右，雌蛙体长82～105毫米。身体背部皮肤粗糙，呈褐色，具有黑色斑点；腹面皮肤光滑，为乳白色，有时在腹部、胸部、喉部布有浅色斑点。